# ويل بودي
ويل بودي (بالإنجليزية: Will Puddy)‏ هو لاعب كرة قدم بريطاني في مركز حراسة المرمى، ولد في 4 أكتوبر 1987 في Warminster ‏ في المملكة المتحدة. لعب مع تشبنهام تاون ونادي باث سيتي ونادي بريستول روفيرز ونادي بريستول سيتي ونادي تاموورث ونادي تشيلتنهام تاون ونادي سالزبري سيتي.

## وصلات خارجية
- ويل بودي على موقع قاعدة بيانات كرة القدم.إي يو (الإنجليزية)
- ويل بودي على موقع Soccerbase.com (لاعب) (الإنجليزية)
- ويل بودي على موقع Soccerway.com (الإنجليزية)